# Emarginata
Emarginata — рід горобцеподібних птахів родини мухоловкових (Muscicapidae). Представники цього роду мешкають в Південній Африці. Традиійно їх відносили до роду Трактрак (Cercomela), однак за результатами низки молекулярно-фіолегенетичних досліджень, що показали поліфілітичність цього роду, вони були переведені до відновленого роду Emarginata.

## Види
Виділяють три види:
- Трактрак рудогузий (Emarginata sinuata)
- Трактрак попелястий (Emarginata schlegelii)
- Трактрак блідий (Emarginata tractrac)

## Етимологія
Наукова назва роду Emarginata походить від слова лат. emarginatus — з обрізаним кінцем.